# Вертемате-кон-Мінопріо
Вертемате-кон-Мінопріо (італ. Vertemate con Minoprio) — муніципалітет в Італії, у регіоні Ломбардія, провінція Комо.
Вертемате-кон-Мінопріо розташоване на відстані близько 510 км на північний захід від Рима, 32 км на північ від Мілана, 10 км на південь від Комо.
Населення — 4078 осіб (2014).
Щорічний фестиваль відбувається 17 січня, Minoprio 15 серпня. 

## Демографія
Населення за роками:

Станом на 1 січня 2023 року в муніципалітеті офіційно проживало 225 іноземців з 43 країн, серед них 45 громадян країн Євросоюзу та 27 громадян України.

## Сусідні муніципалітети
- Кадораго
- Канту
- Черменате
- Куччаго
- Фіно-Морнаско
- Бреньяно